# La canzone della mamma
La canzone della mamma (Mother Machree) è un film muto del 1928 diretto da John Ford.
È un film drammatico statunitense con Belle Bennett, Philippe De Lacy e Victor McLaglen. È basato sul romanzo The Story of Mother Machree di Rida Johnson Young ed è incentrato sulle vicende di una povera immigrata irlandese negli Stati Uniti interpretata da Belle Bennett.

## Produzione
Il film, diretto da John Ford su una sceneggiatura di Gertrude Orr con il soggetto di Rida Johnson Young (autrice del romanzo), fu prodotto da John Ford per la Fox Film Corporation e girato nel settembre del 1926 con un budget stimato in 750.000 dollari.

## Distribuzione
Il film fu distribuito con il titolo Mother Machree negli Stati Uniti nel 1928 al cinema dalla Fox Film Corporation.
Alcune delle distribuzioni sono state:
- negli Stati Uniti il 22 gennaio 1928 (sound version, première)
- negli Stati Uniti il 5 marzo 1928 (sound version)
- in Finlandia il 19 dicembre 1928 (Sydämeni äiti)
- in Francia il 1º febbraio 1929 (Maman de mon coeur)
- in Portogallo il 17 luglio 1929
- in Brasile (Minha Mãe)
- in Spagna (¡Madre mía!)
- in Italia (La canzone della mamma)